# Bataille d'Argentoratum
Pour les articles homonymes, voir Bataille de Strasbourg.
Guerre romano-alamane
La bataille d'Argentoratum (nom de Strasbourg dans l'empire romain) ou bataille de Strasbourg, du mois d'août 357, oppose une armée romaine commandée par le César de l'Empire d'Occident Julien et les guerriers rassemblés par une confédération d'Alamans conduite par le roi Chnodomar. 
La bataille de Strasbourg est le point culminant des campagnes menées par Julien en 356 (d'Autun à Cologne) et 357 visant à chasser les barbares de Gaule et à rétablir la ligne de défense (limes) le long du Rhin, gravement endommagée pendant la guerre de 350-353 entre l'usurpateur Magnence et l'empereur Constance II. 
Bien que les Alamans soient trois fois plus nombreux, cette bataille s'achève par une victoire romaine. Les Alamans sont rejetés au-delà du Rhin, alors qu'ils étaient présents dans l'est de la Gaule depuis le début des années 350.

## Sources

### Ammien Marcellin
La principale source historique est l'ouvrage d'Ammien Marcellin, Res Gestae. Cet historien a participé personnellement aux campagnes militaires en Gaule en 356-357. 
Ammien est à l'origine un Grec, qui s'est engagé dans l'armée avant 350 et y reste au moins jusqu'en 363. Enrôlé en tant que protector (aspirant officier-chef[pas clair]), il sert en tant qu'officier de l'équipement sous le commandement du magister equitum Ursicinus. Il a combattu en Gaule pendant l'usurpation du magister equitum Sylvain en 355. Par la suite, il participera à la campagne de Julien en Perse en 363. 
Son expérience personnelle dans le haut commandement militaire fait de lui une source fiable et de valeur. Cependant, son récit révèle une grande admiration pour Julien, dont il fait occasionnellement[pas clair] l'éloge. Il lui arrive donc d'exagérer les succès et les compétences de Julien, d'omettre ses échecs et de montrer une hostilité partiale envers ses adversaires.

### Libanios
Le rhétoricien contemporain Libanius a, pour sa part, écrit l'Oraison funèbre de Julien (363). Cette œuvre contient des détails manquants dans les récits d'Ammien, peut-être appris des membres de l'entourage de Julien. Mais parce que la sienne est un éloge, et non un récit historique, son report de la campagne de Julien est douteux, la version d'Ammien étant préférée en présence de contradictions.

### Zosime
Le chroniqueur byzantin de la fin du Ve siècle Zosimus traite de la bataille dans son ouvrage Nova Historia, ainsi que de la campagne de Gaule menée par Julien, dans un résumé qui apporte peu au récit de Ammien. Le principal intérêt de Zosimus réside en le fait que sa description de la révolte de Magnence (350 - 353) a survécu, tandis que les écrits d'Ammien à ce sujet ont été perdus.

## Contexte

### Les Alamans

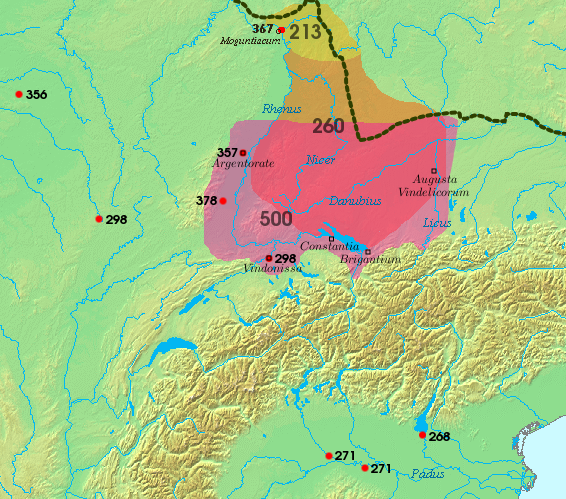
Carte de l'étendue du territoire alaman à diverses dates. Originaire de la région du Main au nord, les tribus alamanes étaient du temps de Julien établies dans la région des Champs Décumates (Forêt-Noire) (en rouge). Cette zone faisait auparavant partie de la province de la Germanie supérieure avec sa capitale Mogontiacum, évacuée par les Romains au milieu du III.

Au cours du IIIe siècle, les tribus de la Germania Libera (« Germanie libre », non soumise à Rome), petites et fragmentées, se sont réunies en confédérations larges et imprécises : les Francs (Nord-ouest de l'Allemagne), les Alamans (Sud-ouest de l'Allemagne) et les Burgondes (Allemagne centrale).	
Bien que déchirées par des dissensions internes, ces confédérations étaient en mesure de mobiliser d'importantes forces et présenter une plus grande menace pour l'empire qu'elle ne l'était auparavant.

Nort-est de la Gaule et frontière rhénane de l'Empire du temps de Julien.

### Les incursions alémaniques en Gaule au milieu duIVesiècle
Profitant des dissensions entre Romains, les Alamans réussissent à prendre le contrôle des forts du Rhin de Strasbourg à Cologne, dans les provinces de Germanie supérieure et inférieure.
Ils mènent aussi des expéditions à l'intérieur de la Gaule, assiégeant Autun (chef-lieu de la cité des Éduens) en 356.

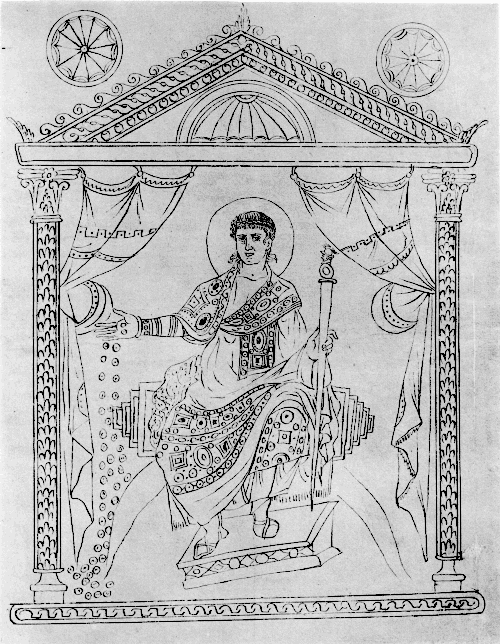
L'empereur Constance II (dirigeant entre 337-361), cousin et supérieur de Julien. Un des trois fils et successeur de Constantin I le Grand, il a survécu à ses deux frères pour devenir seul empereur en 350. Il est représenté avec un halo, comme le sont la plupart des empereurs chrétiens de cette période. Portrait tiré d'un manuscrit de la Chronographie de 354, Rome.

### Avènement de Julien comme César d'Occident (novembre 355)

Vue aérienne de Colonia Claudia Ara Agrippinensium (Cologne, Allemagne) à l'époque romaine. On note, en bas à droite, la forteresse de Constantin de Divitia (Deutz, un quartier moderne de Cologne), sur la rive opposée du Rhin. Ses principales fonctions sont de contrôler l'accès au nouveau pont (310) et de protéger le trafic fluvial. Plusieurs de ces forts sur le fleuve ont été construits le long de la frontière du Rhin-Danube à l'époque tardive. Cologne a été pillée et occupée par les Francs en 355 et reprise par Julien en 356.

Jusqu'en 355, Julien (né en 331), cousin de Constance II (né en 317), qui a fait assassiner son père (celui de Julien) en 337 après la mort de l'empereur Constantin, est écarté du pouvoir et voué à une vie d'étudiant dans différentes villes de l'Empire romain d'Orient. En 355, il séjourne à Athènes. 
Pressé par les circonstances, Constance II le convoque à Milan (résidence impériale de l'Empire d'Occident) en novembre 355, le nomme César d'Occident (empereur adjoint) et le charge d'aller superviser la contre-offensive romaine contre les Alamans en Gaule. Dès le mois de décembre, Julien se retrouve à Vienne, où il commence sa formation militaire. Il va se révéler assez bon dans une fonction à laquelle il n'a pas été préparé. 
Julien passe l'hiver 355/356 à Vienne avec son armée. 

### Campagnes de 356 et du début de 357
Au début de la campagne de 356, Julien mène ses troupes à Autun, où les Alamans, surpris par son arrivée, décident de lever le siège sans combattre. Julien rejoint alors à Reims le gros des forces romaines, sous le commandement de Marcellus et d'Ursicin. L'armée marche alors vers Strasbourg et réussit à s'emparer du col de Saverne, défendu par les Alamans, puis de Saverne et de Brumath. Une opération fluviale en aval de Strasbourg permet de reprendre plusieurs forts jusqu'à Cologne, chef-lieu de la Germanie inférieure.
Durant l'hiver 356-357, Julien hiverne à Sens (chef-lieu de la province de Lyonnaise IV), que des Alamans viennent assiéger, mais en vain. Ils lèvent le siège au bout d'un mois.
En 357, Julien revient à Saverne, mais une offensive des Alamans vers Lyon (capitale des Trois Gaules) l'oblige à porter secours à la principale ville des Gaules. Puis il revient à Saverne au cours de l'été 357.

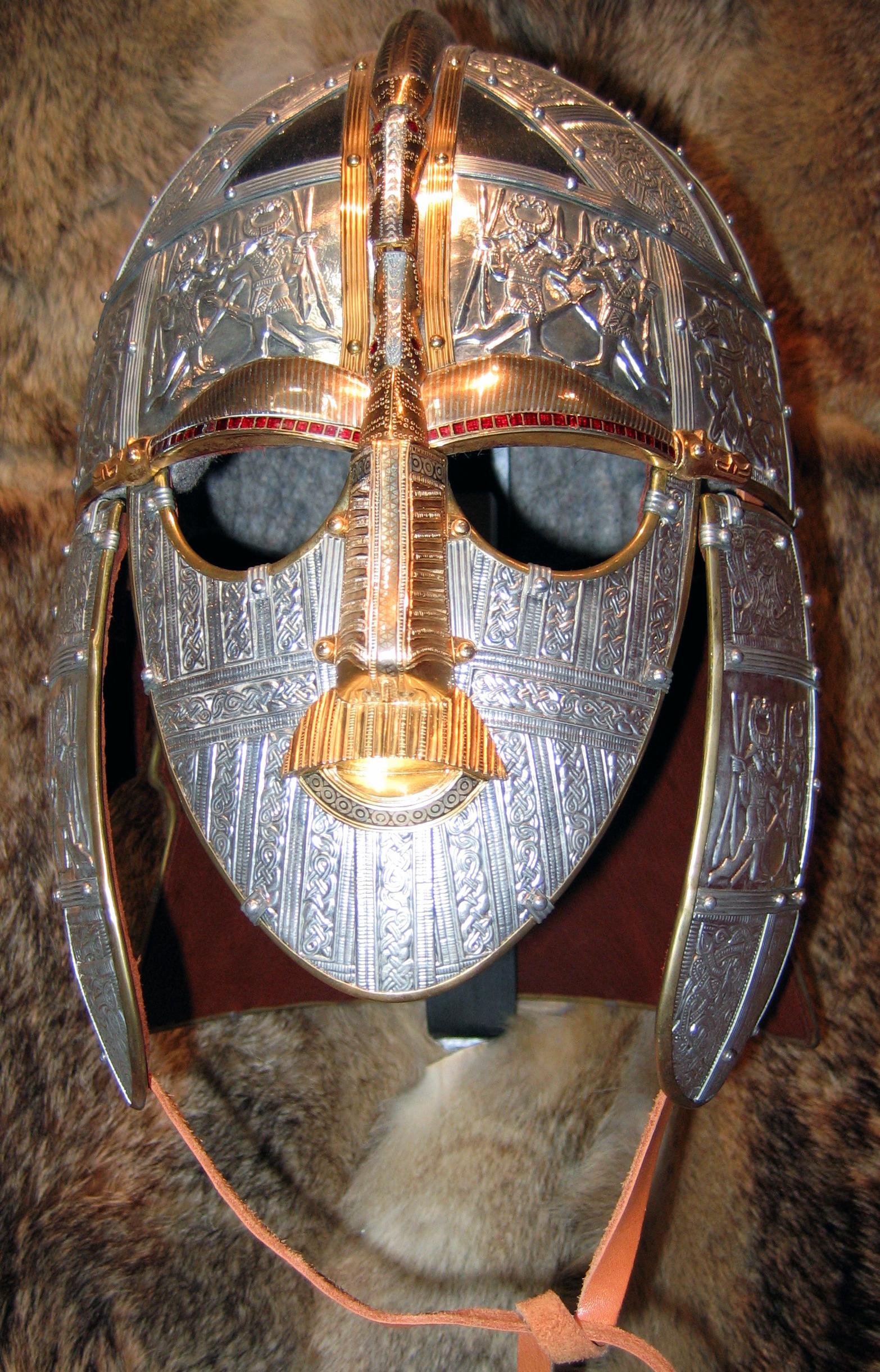
Reconstitution d'un casque de parade du VII dans le site funéraire royal anglo-saxon de Sutton Hoo. Basé sur une conception connue sous le nom de Spangenhelm à la fin de l'Empire romain, ce type de casque a été couramment utilisé par la cavalerie romaine aux. Cette version décorée et extrêmement coûteuse, créé pour un homme de rang royal, est probablement semblable au "casque clignotant" de Chnodomar décrite par Ammien Marcellin (xvi.12.24). On note, présents sur le masque lui-même, des sourcils, une moustache et des lèvres.

## La bataille

### Forces en présence
À Strasbourg sont présents neuf rois (reges, selon le terme utilisé par les auteurs de langue latine) alamans : Chnodomar et son neveu Serapio, Vestralp, Ur, Ursicin, Hortar, Suomar et les deux qui avaient rompu le traité de paix avec les Romains, Vadomar et son collègue. Chacun d'eux avait sous lui deux pagi, pour un total de dix-huit pagi.
La bataille voit s'opposer les deux armées romaines à un rassemblement de plus de 35 000 Alamans. 

### Déroulement
La victoire romaine est éclatante. 
La débandade alamane est arrêtée sur le Rhin. Le roi Chnodomar est rattrapé avant qu'il franchisse le fleuve, puis capturé, de même que Sérapion, roi du Neckar.

### Pertes
Les pertes romaines ne s'élèvent qu'à deux mille hommes. 
Les Alamans laissent quatre fois plus de morts et blessés, sans compter les prisonniers. 

## Bilan et conséquences
Les troupes de l'escorte de Julien (comitatus) sont peu nombreuses mais bien formées : la bataille a été gagnée grâce à la force et la résistance de l'infanterie romaine, qui a été en mesure de surmonter les mauvaises performances de sa cavalerie. 
Dans les années qui suivent sa victoire, Julien est en mesure de réparer les fortifications et de renforcer les garnisons sur le Rhin et d'imposer son influence sur les tribus germaniques, même au-delà de la frontière de l'Empire.

### Sources anciennes
- Ammien Marcellin Res Gestae (late 4th c.)
- Libanius Funeral Oration for Julian (363 AD)
- Zosime Nova Historia (late 5th c.)

### Représentations artistiques
- Julien l'Apostat à la bataille de Strasbourg[13], par le peintre alsacien Robert Heitz (1895-1984), tableau conservé au Musée d'Art moderne et contemporain de Strasbourg.